# Province de Kon Tum
Kon Tum est une province des Hauts Plateaux du Centre du Viêt Nam. Sa capitale est la ville de Kon Tum.

## Géographie
La province de Kon Tum est située dans les Hauts Plateaux du Centre, près des frontières du Laos et du Cambodge. Elle couvre 9 934 km2 et est peuplée par environ 330 000 personnes[Quand ?], en grande partie des Montagnards des ethnies Bahnar, Jarai, mais aussi Brau, Gie Trieng, Ro Mam et Xo Dang. Son économie est principalement agraire.

## Administration
La Province de Kon Tum est composée des districts suivants:
- Đắk Glei
- Đắk Hà
- Đắk Tô
- Kon Plông
- Kon Rẫy
- Kon Tum
- Ngọc Hồi
- Sa Thầy
- Tu Mơ Rông

## Sources
1. ↑  Area, population and population density in 2012 by province, General Statistics Office Of Vietnam (lire en ligne)